# Symposiachrus axillaris
A Symposiachrus axillaris a madarak osztályának verébalakúak (Passeriformes) rendjébe és a császárlégykapó-félék (Monarchidae) családjába  tartozó faj.

## Rendszerezése
A fajt Tommaso Salvadori olasz ornitológus írta le 1876-ban, a Monarcha nembe Monarcha axillaris néven, sokáig ide sorolták.

## Alfajai
- Symposiachrus axillaris axillaris (Salvadori, 1876)
- Symposiachrus axillaris fallax (E. P. Ramsay, 1885)[2]

## Előfordulása
Új-Guinea szigetén, Indonézia és Pápua Új-Guinea területén honos. Természetes élőhelyei a szubtrópusi vagy trópusi síkvidéki és hegyi esőerdők. Állandó, nem vonuló faj.

## Megjelenése
Testhossza 17 centiméter.

## Természetvédelmi helyzete
Az elterjedési területe nagyon nagy, egyedszáma pedig stabil. A Természetvédelmi Világszövetség Vörös listáján nem fenyegetett fajként szerepel.